# Parlamentswahl in Lesotho 2017

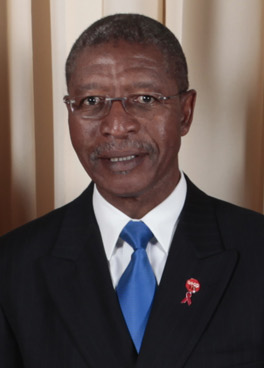
Bethuel Pakalitha Mosisili (DC)

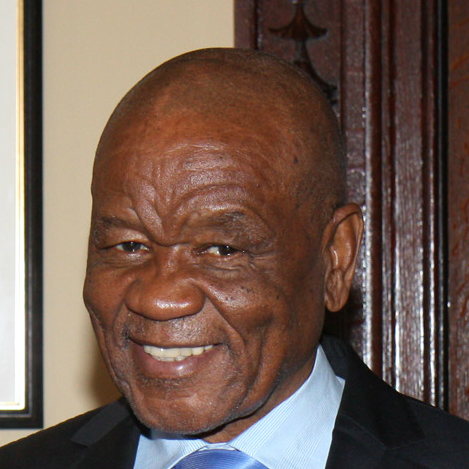
Thomas „Tom“ Thabane (ABC)

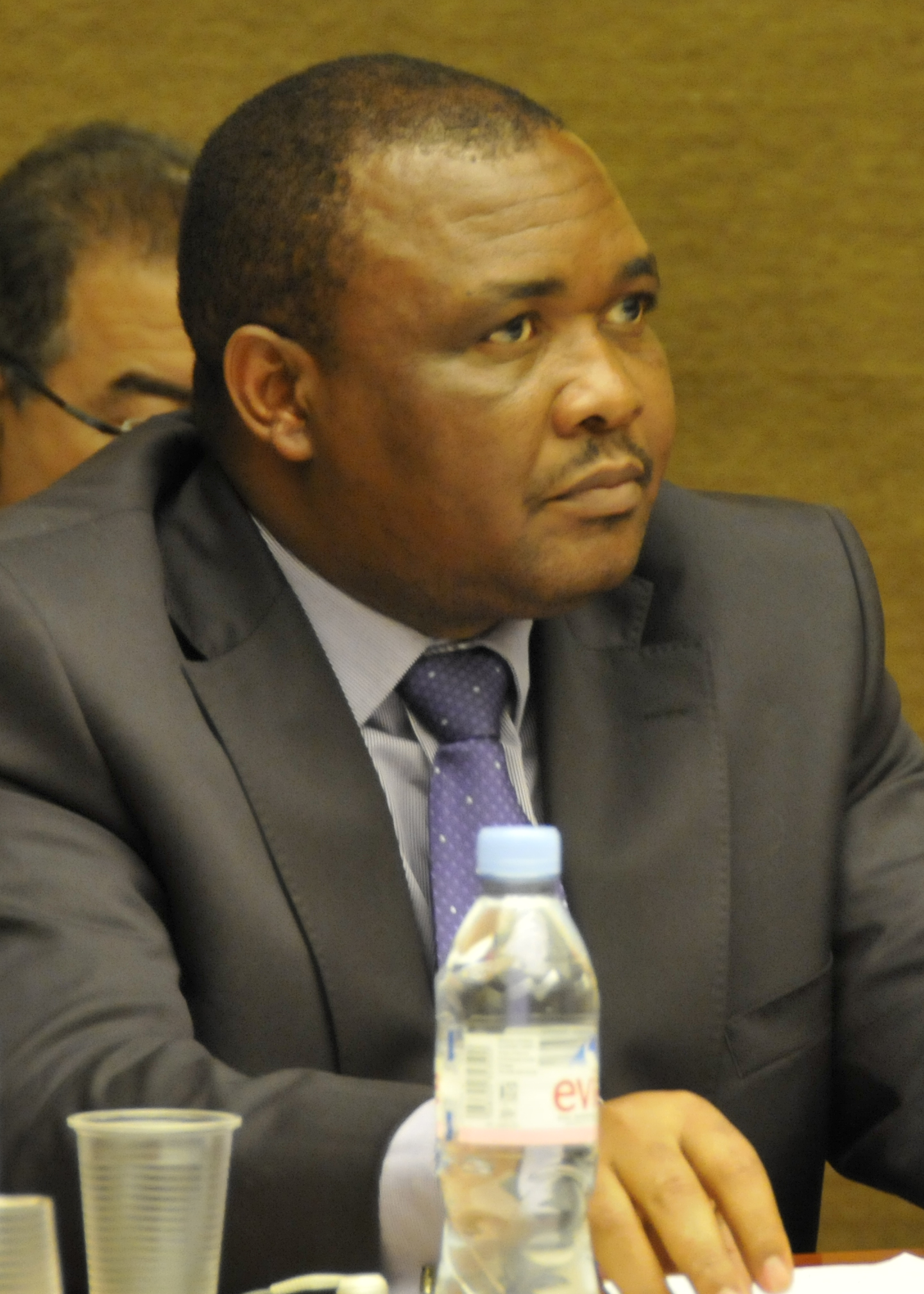
Mothetjoa Metsing (LCD)

Die Parlamentswahl in Lesotho 2017 fand am 3. Juni statt. Gewählt wurden 117 von 120 Mitgliedern der Nationalversammlung des Königreichs Lesotho.
Es handelte sich um eine vorgezogene Neuwahl; der reguläre Termin wäre im Jahr 2020 gewesen. Das amtliche Endergebnis wurde am 6. Juni 2017 bekannt gegeben. Die All Basotho Convention gewann die meisten Sitze, so dass Thomas Thabane von einer Koalition aus vier Parteien zum Premierminister gewählt wurde.

## Wahlverfahren
Es wurden 80 Direktmandate nach dem Mehrheitswahlrecht sowie 40 Mandate nach dem Verhältniswahlrecht vergeben. Diese 40 Mandate wurden anhand von Parteilisten ermittelt und an die Parteien vergeben, die nach Direktmandaten – auf die Zahl von 120 Abgeordneten berechnet – unterproportional vertreten waren. Jeder Wähler hatte eine Stimme, die er nur einer Partei oder einem Unabhängigen geben konnte, die in seinem Wahlkreis einen Kandidaten aufgestellt bzw. der dort kandidiert hatte.

## Ausgangslage
Bei den Wahlen 2015 gab es wie schon bei den Wahlen 2012 keine Partei mit absoluter Mehrheit. Der Democratic Congress (DC) erhielt 47 der 120 Mandate, die All Basotho Convention (ABC) 46 Sitze, der Lesotho Congress for Democracy (LCD) 12 Mandate. Ferner erhielt die Basotho National Party (BNP) sieben Sitze, die Popular Front for Democracy (PFD) und der Reformed Congress of Lesotho je zwei Sitze und die National Independent Party (NIP), die Basutoland Congress Party (BCP), der Lesotho People’s Congress (LPC) und die Marematlou Freedom Party (MFP) je einen Sitz.
Der DC unter Pakalitha Mosisili, der LCD unter Mothetjoa Metsing, die PFD und die vier Parteien mit je einem Sitz bildeten mit 65 Parlamentariern eine Koalitionsregierung. Premierminister wurde Mosisili, sein Stellvertreter wurde Metsing. Alle Koalitionsparteien waren im Kabinett vertreten (siehe auch: Kabinett Mosisili IV).
Die Amtszeit der Koalitionsregierung war durch große Instabilität geprägt. Der Einfluss der Lesotho Defence Force (LDF) unter ihrem damaligen Kommandeur Kennedy Tlali Kamoli konnte erst durch Intervention der Southern African Development Community (SADC) beendet werden. Bereits 2015 waren die Vorsitzenden der drei Oppositionsparteien ABC, BNP und RCL nach Südafrika geflohen. Der vormalige LDF-Kommandeur Maaparankoe Mahao wurde erst degradiert und schließlich ermordet. Ende 2016 zerbrach die DC-Fraktion in zwei Flügel, von denen der eine unter Monyane Moleleki die Partei Alliance of Democrats (AD) gründete. Die Nationalversammlung wurde auf unbestimmte Zeit geschlossen. Bei der Wiedereröffnung im Februar 2017, zu der auch die Oppositionsführer nach Lesotho zurückkehrten, bekannten sich die Mitglieder der AD und ein LCD-Abgeordneter zur Opposition. Ein Misstrauensvotum gegen Premier Mosisili am 1. März 2017 verlor dieser. Er bat König Letsie III. um Auflösung des Parlaments und einen Termin für Neuwahlen, hatte aber zuvor nicht das Council of State konsultiert, wie in der Verfassung vorgeschrieben. Letsie III. beraumte für den 3. Juni Neuwahlen an. Die Oppositionsparteien, die andernfalls eine Regierung unter Moleleki gebildet hätten, protestierten vergeblich dagegen.
Beginnend mit der Ankündigung der Wahlen am 13. März 2017 blieben nur sechs Tage für die Registrierung der Wähler.
Während die ehemaligen Regierungsparteien DC, LCD und PFD ein Wahlbündnis bildeten, das für den DC 54, den LCD 25 und die PFD einen Kandidaten für die 80 Wahlkreise vorsah, wandte sich der ABC-Vorsitzende Thomas „Tom“ Thabane gegen ein solches Bündnis der Oppositionsparteien. Stattdessen gab er im April 2017 an, alle Wahlkreise gewinnen zu wollen. Der Wahlkampf seiner Partei wurde laut Pressemeldungen von der indischstämmigen Gupta-Familie finanziert, die zuvor durch Einflussnahme auf die südafrikanische Regierung unter Jacob Zuma bekannt geworden war.
1.257.498 Menschen ließen sich für die Wahlen registrieren, darunter 699.173 Frauen.
In drei Wahlkreisen wurde die Wahl wegen des Todes von Kandidaten auf den 30. September 2017 verschoben.
Die Wahl wird unter anderem von einer Kommission der Southern African Development Community (SADC) beobachtet. Sie wird vom Außenminister Tansanias, Augustine P. Mahiga, geleitet. Insgesamt gibt es sechs Kommissionen mit zusammen 148 Wahlbeobachtern.

### Teilnehmende Parteien
Zur Wahl traten 26 Parteien an, darunter diese Parteien, die 2015 bis 2017 über Mandate verfügten:
- DC unter Pakalitha Mosisili
- ABC unter Thomas Thabane
- LCD unter Mothetjoa Metsing
- BNP unter Thesele ’Maseribane
- PFD unter Lekhetho Rakuoane
- RCL unter Keketso Rantšo
- NIP unter Kimetso Mathaba
- BCP unter Tšoeu Thulo Mahlakeng
- LPC unter Sefako Phosisi
- MFP unter Vincent Malebo[10]

Ferner traten diese Parteien an, die nicht in der letzten Nationalversammlung vertreten waren:
- Alliance of Democrats (AD)
- Baena (BAENA)
- Basotho African National Congress (BANC)
- Basotho National Democratic Party (BDNP)
- Basotho Thabeng ea Sinai (BTS)
- Community Freedom Movement (CFM)
- Democratic Party of Lesotho (DPL)
- Hamore Democratic Party (HDP)
- Lekhotla la mekhoa le meetlo (LMM)
- Lesotho Workers’ Party (LWP)
- Majalefa Development Movement (MDM)
- Movement for Economic Change (MEC)
- Sankatana Social Democracy (SSD)
- Sefofane („unabhängige“ Liste von Remaketse Sehlabaka)
- True Reconciliation Unity (TRU)
- Tsebe Social Democrats (TSD)
- White Horse Party (WHP)

Die geradzahligen Positionen auf allen Parteilisten waren Frauen vorbehalten. Nur die Liste des Reformed Congress of Lesotho führte Frauen auf den ungeraden Positionen. Außerdem traten zu den Direktwahlen auch Unabhängige an.

## Wahlergebnis
- ABC: 51
- DC: 30
- LCD: 11
- AD: 9
- MEC: 6
- BNP: 5
- PFD: 3
- NIP: 1
- RCL: 1
- BCP: 1
- DPL: 1
- MFP: 1

| Listen                                                    | Listen                                   | Stimmen   | Stimmen | Mandate         | Mandate         | Mandate        | Mandate |
| Listen                                                    | Listen                                   | Anzahl    | %       | Direkt- Mandate | Listen- Mandate | Gesamt Mandate | +/-     |
| --------------------------------------------------------- | ---------------------------------------- | --------- | ------- | --------------- | --------------- | -------------- | ------- |
|                                                           | All Basotho Convention (ABC)             | 235.729   | 40,5    | 47 a            | 1               | 48             | +2      |
|                                                           | Democratic Congress (DC)                 | 150.172   | 25,8    | 26              | 4               | 30             | −17     |
|                                                           | Lesotho Congress for Democracy (LCD)     | 52.052    | 8,9     | 1               | 10              | 11             | −1      |
|                                                           | Alliance of Democrats (AD)               | 42.686    | 7,3     | 1               | 8               | 9              | Neu     |
|                                                           | Movement for Economic Change (MEC)       | 29.420    | 5,1     | 1               | 5               | 6              | Neu     |
|                                                           | Basotho National Party (BNP)             | 23.541    | 4,0     | –               | 5               | 5              | −2      |
|                                                           | Popular Front for Democracy (PFD)        | 13.200    | 2,3     | 1               | 2               | 3              | +1      |
|                                                           | National Independent Party (NIP)         | 6.375     | 1,1     | –               | 1               | 1              | ±0      |
|                                                           | Reformed Congress of Lesotho (RCL)       | 4.037     | 0,7     | –               | 1               | 1              | −1      |
|                                                           | Basotho Congress Party (BCP)             | 3.458     | 0,6     | –               | 1               | 1              | ±0      |
|                                                           | Democratic Party of Lesotho (DPL)        | 2.801     | 0,5     | –               | 1               | 1              | Neu     |
|                                                           | Marematlou Freedom Party (MFP)           | 2.761     | 0,5     | –               | 1               | 1              | ±0      |
|                                                           | Lesotho People’s Congress (LPC)          | 2.364     | 0,4     | –               | –               | –              | −1      |
|                                                           | Basotho Democratic National Party (BDNP) | 1.818     | 0,3     | –               | –               | –              | ±0      |
|                                                           | Lesotho Workers’ Party (LWP)             | 1.711     | 0,3     | –               | –               | –              | ±0      |
|                                                           | Sonstige                                 | 7.926     | 1,4     | –               | –               | –              | ±0      |
|                                                           | Unabhängige                              | 1.641     | 0,3     | –               | –               | –              | ±0      |
|                                                           | unbesetzte Sitze                         | –         | –       | 3 a             | –               | 3              | –       |
| Gesamt                                                    | Gesamt                                   | 581.692   | 100     | 80              | 40              | 120            | –       |
|                                                           |                                          |           |         |                 |                 |                |         |
| Ungültige Stimmen                                         | Ungültige Stimmen                        | 5.617     | 1,0     |                 |                 |                |         |
| Wähler                                                    | Wähler                                   | 587.309   | 46,9    |                 |                 |                |         |
| Wahlberechtigte                                           | Wahlberechtigte                          | 1.253.540 |         |                 |                 |                |         |
|                                                           |                                          |           |         |                 |                 |                |         |
| Quellen: Independent Electoral Commission – Lesotho Times |                                          |           |         |                 |                 |                |         |

Die Wahlbeteiligung betrug rund 46,9 %.

## Ergebnis nach Distrikt
| Distrikt / Wahlkreise            | Listen (Stimmen) | Listen (Stimmen) | Listen (Stimmen) | Listen (Stimmen) | Listen (Stimmen) | Listen (Stimmen) | Listen (Stimmen) | Listen (Stimmen) | Listen (Stimmen) | Gültige Stimmen | Wähler  | Wahl- berechtigte |
| Distrikt / Wahlkreise            | ABC              | DC               | LCD              | AD               | MEC              | BNP              | PFD              | NIP              | Sonstige         | Gültige Stimmen | Wähler  | Wahl- berechtigte |
| -------------------------------- | ---------------- | ---------------- | ---------------- | ---------------- | ---------------- | ---------------- | ---------------- | ---------------- | ---------------- | --------------- | ------- | ----------------- |
| 01 – Butha-Buthe (No. 01 – 05)   | 15.189           | 5.161            | 3.821            | 2.789            | 1.327            | 597              | 3.302            | 574              | 2.254            | 35.014          | 35.424  | 76.381            |
| 02 – Leribe (No. 06 – 18)        | 42.933           | 8.675            | 22.191           | 10.145           | 2.548            | 3.690            | 2.230            | 1.662            | 5.068            | 99.142          | 100.016 | 212.667           |
| 03 – Berea (No. 19 – 29)         | 42.082           | 8.789            | 14.094           | 5.244            | 2.719            | 2.989            | 1.239            | 981              | 4.537            | 82.674          | 83.374  | 166.246           |
| 04 – Maseru (No. 30 – 47)        | 76.564           | 29.830           | 10.933           | 14.645           | 3.658            | 5.404            | 1.149            | 790              | 6.480            | 149.453         | 150.511 | 316.105           |
| 05 – Mafeteng (No. 48 – 55)      | 18.266           | 19.428           | 1.013            | 1.417            | 10.110           | 803              | 715              | 409              | 3.170            | 55.331          | 55.851  | 121.122           |
| 06 – Mohale’s Hoek (No. 56 – 63) | 14.265           | 23.129           | –                | 2.432            | 3.568            | 1.083            | 601              | 403              | 1.896            | 47.377          | 47.821  | 107.971           |
| 07 – Quthing (No. 64 – 68)       | 3.409            | 14.507           | –                | 2.001            | 903              | 5.343            | 368              | 330              | 859              | 27.720          | 28.046  | 66.957            |
| 08 – Qacha’s Nek (No. 69 – 71)   | 1.309            | 15.025           | –                | 724              | 893              | 1.115            | 116              | 66               | 456              | 19.704          | 19.863  | 44.809            |
| 09 – Thaba-Tseka (No. 72 – 76)   | 10.447           | 13.773           | –                | 2.102            | 1.855            | 1.534            | 2.930            | 571              | 2.094            | 35.306          | 35.992  | 81.618            |
| 10 – Mokhotlong (No. 77 – 80)    | 11.265           | 11.855           | –                | 1.187            | 1.839            | 983              | 550              | 589              | 1.703            | 29.971          | 30.411  | 59.664            |

## Rezeption
UN-Generalsekretär António Guterres gratulierte dem Volk Lesothos zu den friedfertig durchgeführten Wahlen.
Südafrikas Außenminister Maite Nkoana-Mashabane warnte wenige Tage nach dem Wahltermin vor einem möglichen Putsch der Lesotho Defence Force.

## Folgen
Die ABC, die die meisten Sitze errang, erklärte nach den Wahlen, mit AD, BNP und RCL eine Koalitionsregierung bilden zu wollen. Mosisili erklärte am 8. Juni, von seinem Amt zurücktreten zu wollen. Die getrennt lebende Ehefrau Thabanes wurde am 14. Juni von unbekannten Tätern erschossen; trotzdem fand die Vereidigung Thabanes als neuer Premierminister wie geplant am 16. Juni 2017 statt. Das Kabinett Thabane II wurde in zwei Schritten bis zum 14. Juli 2017 gebildet. 
Die Regierung wurde als 4×4-Koalition bezeichnet (etwa „Vierradantrieb-Koalition“). Thabane wurde auch von der Mehrheit seiner ABC sowie des DC so bedrängt, dass er am 19. Mai 2020 zurücktrat; am Folgetag wurde Moeketsi Majoro (ebenfalls ABC) als neuer Premierminister vereidigt. Seinem Kabinett gehören Vertreter von ABC, DC, BNP, MEC, PFD und RCL an.